# Manisa (stad)
Manisa (in de oudheid Magnesia; Grieks: Μαγνησία) is de hoofdstad van de Turkse provincie Manisa. De stad heeft ongeveer 214.000 inwoners.

## Geschiedenis
Manisa heeft een rijke geschiedenis in de Egeïsche Zeeregio. De vastgelegde geschiedenis gaat terug tot 500 v.Chr., maar de eerste Griekse nederzettingen dateren uit de 14e eeuw v.Chr.
Doordat de grote Ottomaanse sultans Manisa kozen als het trainingsterrein voor kroonprinsen, zijn er in de stad veel voorbeelden te zien van Ottomaanse architectuur, evenals die van de Seltsjoeken. De Sultanmoskee uit de zestiende eeuw was gebouwd voor Ayşe Sultan, de moeder van Süleyman I, alias Süleyman de Grote. Ze wordt geëerd tijdens het Mesir Macunu-festival (met gekruide snoep waarvan wordt aangenomen dat die gezondheid en sterkte geeft, ook bekend als "Turkse Viagra") dat ieder jaar in maart wordt gevierd in de moskee. De Muradiye-moskee uit de zestiende eeuw was ontworpen door de architect Sinan en het Murad Bey Medresse herbergt het Archeologisch Museum van Manisa.
In Manisa wordt in september het wijnfeest gevierd, waarbij het fruit van de wijngaarden wordt gehaald. Deze wijngaarden liggen rond de stad en de druiven die er groeien dienen als exportproduct vanuit İzmir of worden gebruikt om er wijn van te maken.
Het Manisa van nu wordt vooral geassocieerd met de consumentenelektronica-gigant Vestel, maar ook met het voetbalteam Vestel Manisaspor dat door dezelfde gigant wordt gesponsord.

## Geboren
- Ruhi Sarıalp (1924-2001), atleet
- Bekir Ozan Has (1985), voetballer

## Partnerstad
- Skopje (Noord-Macedonië), sinds 1985[1]